# Mymensingh
Pour les articles homonymes, voir Mymensingh (homonymie).
Mymensingh est une ville du Bangladesh située au bord du Brahmapoutre et à quelque 120 kilomètres de Dhaka, capitale du pays.
Chef-lieu du district du même nom et depuis septembre 2015 de la division de Mymensingh, elle compte 225 811 habitants.
Elle est le siège du diocèse de Mymensingh avec la cathédrale Saint-Patrick.

## Personnalités liées
- Tarit Baran Topdar (né en 1941), homme politique indien
- Taslima Nasreen (1962-), poétesse, écrivaine bengladaise.